# شکل زندگی گیاهی
طرح‌های شکل زندگی گیاهان روشی را برای طبقه‌بندی گیاهان به جای طبقه‌بندی علمی معمولی گونه‌ها-سرده-تیره تشکیل می‌دهند. در گفتار محاوره‌ای، گیاهان را می‌توان به‌عنوان درختان، درختچه‌ها، گیاهان دارویی (گلده و گندمیان) و غیره طبقه‌بندی کرد. استفاده علمی از طرح‌های شکل زندگی بر کارکرد گیاه در اکوسیستم تأکید می‌کند و همین کارکرد یا «سازگاری» با محیط ممکن است باشد. به روش‌های مختلفی به دست می‌آید، یعنی گونه‌های گیاهی که از نظر تبارزایی نزدیک به هم مرتبط هستند، ممکن است شکل زندگی بسیار متفاوتی داشته باشند، به عنوان مثال آدوکسا مسچاتلینا و آقطی سیاه از یک تیره هستند، اما اولی یک گیاه علفی کوچک و دومی یک درختچه یا درخت است. برعکس، گونه‌های نامرتبط ممکن است از طریق تکامل همگرا یک شکل زندگی مشترک داشته باشند.
در حالی که طبقه‌بندی آرایه‌شناختی به تولید طبقه‌بندی‌های طبیعی مربوط می‌شود (که طبیعی است یا در مبنای فلسفی برای تفکر پیش از تکامل، یا از نظر تبارزایی به عنوان غیرچندتبار شناخته می‌شود)، طبقه‌بندی اشکال زندگی گیاهی از معیارهای دیگری غیر از طبیعی بودن، مانند ریخت‌شناسی، فیزیولوژی و بوم‌شناسی استفاده می‌کند.
شکل زندگی و شکل رشد، برخلاف تلاش برای محدود کردن معنای شکل رشد به انواع متفاوت در معماری ساقه اساساً مفهوم‌های مترادف هستند. بیشتر طرح‌های شکل زندگی تنها مربوط به گیاهان آوندی هستند. انواع ساختمان‌های گیاهی ممکن است به معنای گسترده‌تر برای دربر گرفتن پلانکتوفیت‌ها، بنتوفیت‌ها (عمدتا جلبک‌ها) و گیاهان خشکی‌زی به کار می‌روند.
یک طرح محبوب شکل زندگی، سیستم اشکال زندگی گیاهی روئینکر است.